# Greater London Authority Act 1999
O Greater London Authority Act 1999 (c. 29) foi uma lei do Parlamento britânico que estabeleceu a Greater London Authority, a Assembleia de Londres e o Mayor de Londres.